# David Castillo i Buïls
David Castillo i Buïls,  is een Catalaans schrijver, journalist en literatuurrecensent. Hij werd op 19 juni 1961 in Barcelona geboren.

## Leven
Hij is geboren in de wijk Poblenou, in die tijd een kluwen van fabrieken en ateliers. Hij had last van astma en toen hij twee jaar oud was zijn zijn ouders, op raad van de huisarts, naar de wijl Vallcarca verhuisd, waar de lucht minder vervuild was. Dat was toen een nogal afgelegen barakkenwijk, met weinig auto's of industrie, behalve een drukkerij. Die rumoerige wijk inspireerde zijn roman met de paradoxale titel El mar de tranquil·litat ("Een zee van rust"). Hij was lid van een jeugdbende die in zijn ogen vrij onschuldige straatgevechten organiseerde met de bende van de volgende straat. Zijn ouders vonden dat niet zo onschuldig en wilden hem tegen dit gevaar beschermen. Ze vonden voor hem een baantje als loopjongen bij de Banco Ibérico, zodat hij naast zijn studie nog weinig vrije tijd had. Op het einde van zijn middelbare studies kreeg hij bij de bank een bevordering tot administratieve hulpkracht. In totaal werkte hij er elf jaar die hij zelf ervaarde als "een eeuw verveling". Desondanks werd die eeuw verveling veertig jaar later een van de belangrijkste inspiratiebronnen voor succesvolle romans.
Als adolescent was hij sterk betrokken in de tegenculturele beweging die in Barcelona hevig opkwam na de dood van dictator Francisco Franco in 1975: het einde van veertig jaar censuur en nationaalkatholieke preutsheid. Die opstandige tijd speelt een grote rol in zijn romans. Sedert 1989 is hij de hoofdredacteur van de letterkundige en culturele bijlage van de krant Avui, sedert 2011 El Punt Avui. In de jaren 1990 was hij directeur van het letterkundige magazine Lletra de canvi. Hij heeft de eerste Barcelonese week van de poëzie (Setmana de la Poesia de Barcelona) in 1997 georganiseerd en is sedertdien directeur van dit jaarlijkse terugkerende evenement.  Met de opkomende dichter Mar Sardà heeft hij de bundel Conversaciones con Pepín Bello (es)  uitgegeven, een werk dat op veel bijval van de literaire kritiek kon rekenen. Enkele van zijn werken werden in het Spaans en Italiaans vertaald.

## Werken
Proza
- El cel de l’infern (1999, De hemel van de hel), premi Crexells
- No miris enrere (2001, Niet achteromkijken), Premi Sant Jordi de novel·la 2001
- El llibre dels mals catalans (2010, Het boek der Catalaanse kwalen), een episch gedicht
- El Mar de la tranquil·litat  (2010, Een zee van rust)
- Barcelona no existeix (2014, Barcelona bestaat niet).

Poëzie
- La muntanya russa (1992)
- Tenebra (1994)
- Poble Nou flash back (1997), met Albert Chust
- Game Over (1997), premi Carles Riba
- El pont de Mühlberg (2000)
- Seguint l'huracà (2000), met Marcel Pey
- Bandera negra (2001)
- Menta i altres poemes (2005)
- Downtown (2005)
- Esquena nua (2005)
- Doble zero (2011).

Diversen
- Ser del segle (1989), een anthologie van de moderne catalaanse poëzie uit de jaren tachtig
- Bob Dylan (1992), een biografie over de singer-songwriter Bob Dylan. (Edicions 62)
- Bcn Rock (2008), met foto's van Ferran Sendra
- Hot milk, scenario voor de gelijknamige film, met Ricardo Bofill (Canónigo Films)[6]

## Prijzen
- Premi Carles Riba voorGame over
- Premi Crexells, 1999 voor El cel de l'infern
- Premi Sant Jordi de novel·la, 2001 voor No miris enrere
- Premi Atlàntida, 2005 als journalist van het jaar
- De Poëzieprijs Premi Cadaqués voor Esquena nua
- Premio Tratti (2006) voor de Italiaanse vertaling van zijn gedichten Il presente abbandonato
- Premi Atlàntida voor Cultura de beste literatuur- en cultuurbijdrage in El Punt Avui

- Biblioteca Nacional de España: XX927827
- Bibliothèque nationale de France: cb14423042g (data)
- Catàleg d'autoritats de noms i títols de Catalunya: 981058511831006706
- Gemeinsame Normdatei: 1044210346
- International Standard Name Identifier: 0000 0001 2278 6006
- Library of Congress Control Number: n89652092
- Nationale Bibliotheek van Israël: 987010173542805171
- Système universitaire de documentation: 059903910
- Virtual International Authority File: 39593388
- WorldCat: E39PBJvxwQh4QYtG7yVQT983cP